# 博士（政治学）
博士（政治学）（はくし せいじがく）は、博士の学位であり、政治学に関する専攻分野を修めることによって、日本で授与されるものである。
1991年以前の日本では、政治学博士（せいじがくはくし）という博士の学位が授与されており、政治学博士は、現在の「博士（政治学）」とほぼ同じものである。
政治学博士は、1920年（大正9年）の学位令改正により追加された。それ以前は、法学博士の中に政治学の研究に関するものが含まれていた。
英語圏においては、各国による学位制度に違いがあるものの、Doctor of Philosophy (Ph.D.) の一部と Doctor of Political Science が、政治学博士に相当する。
日本で授与された博士（政治学）の英語での表記方法としては、Doctor of Philosophy in Political Scienceが一般的である。